# امامزاده سربخش
امامزاده سربخش در قم، خیابان آذر، مقابل چهل اختران، خیابان طالقانی واقع شده و این اثر در تاریخ ۱۷ آذر ۱۳۷۷ با شمارهٔ ثبت ۲۱۶۸ به‌عنوان یکی از آثار ملی ایران به ثبت رسیده‌است.
امام زاده سید سر بخش  یکی از نوادگان جعفر صادق که این بنا از بیرون دارای پلان هشت وجهی و در داخل دارای چهار ضلع می‌باشد. بنا دارای گنبدی به شکل منشور و دارای شانزده ضلع می‌باشد. تزئینات داخلی در سال‌های ۷۷–۷۸تحت نظارت مهندس آقاجانی مرمت و بازسازی شد. شامل گچ بری‌های رنگی-کتیبه‌های گچی-نقوش مهری-مشبک‌های گچی و ترنج‌های رنگی به دست غیاث الدین محمد صفی و توسط علی بن محمد بن ابی شجاع در قرن هشتم ساخته شده‌است. مهم‌ترین کتیبهٔ گچ بری که در آغاز قسمت هشت ضلعی تعبیه شده دارای مضامینی چون شخص دفن شده در مکان-بانی و ناریخ ساخت بنا می‌باشد. بنا در تاریخ ۱۷آذر ۱۳۷۷ با شماره ۲۱۶۸ ثبت ملی شده‌است.